# Tankeeksperiment
Et tankeeksperiment er en filosofisk metode, der især er populær i analytisk filosofi.
Et tankeeksperiment har som formål at tænke konsekvenserne igennem af en hypotese eller en teori. Det kan være teoretisk muligt eller umuligt at udføre tankeeksperimentet i virkeligheden.
Indenfor filosofien kan nævnes Zenons paradoks og det kinesiske rum.
I fysikken er berømte tankeeksperimener Schrödingers kat og Maxwells dæmon.
Den danske fysiker Hans Christian Ørsted var den første, der brugte termen tankeeksperiment. Dog på tysk: Gedankenexperiment i cirka 1812.
| filosofi | Spire Denne filosofiartikel er en spire som bør udbygges. Du er velkommen til at hjælpe Wikipedia ved at udvide den. |